# Научная библиотека Марстона
Научная библиотека Марстона (MSL) — научная и инженерная библиотека Университета Флориды, расположенная в Гейнсвилле, Флорида, и находится в ведении университетской системы библиотек Джорджа А. Сматерса. В научной библиотеке Марстона хранятся обширные коллекции университета по сельскому хозяйству, биологическим наукам, химическим и физическим наукам, инженерным наукам, математике и статистике. Он расположен в центре университетского городка, рядом с такими достопримечательностями кампуса, как Turlington Hall, University Auditorium и Century Tower. В 2008 году MSL начал проводить ежегодный конкурс «Элегантность науки» на котором преподаватели, сотрудники и студенты Университета Флориды представляют свои работы по теме науки.

## История
Научная библиотека Марстона была названа в честь седьмого президента Университета Флориды Роберта К. Марстона, который работал с 1974 по 1984 год. Марстон был врачом, научным сотрудником Rhodes Scholar, ранее занимал должности декана школы медицины Миссисипского Университета(1961—1965) и директора Национального института здравоохранения (1968—1973).
Строительство библиотеки завершено в 1987 году. Научная библиотека Марстона объединила несколько существующих научных отраслевых библиотек, в том числе Сельскохозяйственную библиотеку (основана в 1905 году), Физическую библиотеку (1909), Ботаническую библиотеку (1909), Инженерную библиотеку (1912), Химическую библиотеку (1923) и Биолого-геологическую библиотеку (1947).

## Collaboration Commons
Collaboration Commons — это название отремонтированного первого этажа Научной библиотеки Марстона. Завершенный осенью 2014 года проект стоимостью около 5,7 миллиона долларов был разработан, чтобы стать прогрессивной учебной областью для студентов. Новое учебное пространство включает дополнительные места для работы, конференц-зал и несколько комнат для групповых занятий. Также были добавлены инновационные технологии, включая оборудование для 3D-сканирования и 3D-печати, а также стену для визуализации multi-touch и новую лабораторию MADE @ UF Lab для создания мобильных приложений и игр, включенных в проект.
На первом этаже Научной библиотеки Марстона ранее размещалось около 190 000 научных журналов до 1990 года, а также большое собрание государственной документации и библиотеки карт и изображений. Чтобы освободить место для нового проекта, правительственные документы и журналы были перемещены на хранение во вспомогательную библиотеку, а коллекция библиотеки карт и изображений была перемещена через университетский городок на первый этаж Восточной библиотеки Сматерса.